# 旭ダウ
旭ダウ株式会社（あさひダウ）は、かつて東京都に本社を置いた企業である。

## 沿革
- 1952年（昭和27年） 米国ダウ・ケミカル社と旭化成工業（現：旭化成）の合弁で旭ダウ株式会社設立。
- 1960年（昭和35年） 「サランラップ」を発売。
- 1982年（昭和57年） 旭化成工業と合併。

## 製品
- サランラップ
- スタイロフォーム